# Acacia nana
Acacia nana é uma espécie de leguminosa do gênero Acacia, pertencente à família Fabaceae.